# Hiromi Kawakami
Hiromi Kawakami (?, 川上 弘美, Kawakami Hiromi; Tokyo, 1º aprile 1958) è una scrittrice giapponese.

## Biografia
Nata a Tokyo nel 1958, si è laureata all'Ochanomizu Women's College nel 1980.
Nel 1980 ha pubblicato il suo primo racconto, Diptera, sulla rivista di fantascienza NW-SF usando lo pseudonimo di Yamada Hiromi e dal 1982 al 1986 ha insegnato biologia alla Denenchoolori High School.
Ha esordito nella narrativa nel 1994 con la raccolta di racconti Kamisama ottenendo il Pascal Short Story Prize for New Writers e due anni dopo ha dato alle stampe il suo primo romanzo, Hebi o fumu, risultando vincitrice del prestigioso Premio Akutagawa.
Nota critica letteraria e saggista oltre che romanziera, ha in seguito pubblicato altre nove opere tra le quali La cartella del professore ha ottenuto nel 2001 il Premio Tanizaki.

## Opere
- Kamisama (1994)
- Hebi o fumu (1996)
- Oboreru (2000)
- La cartella del professore (Sensei no kaban, 2000), Torino, Einaudi, 2011 traduzione di Antonietta Pastore ISBN 978-88-06-19881-7.
- Parēdo (2002)
- I dieci amori di Nishino (Nishino Yukihiko no koi to bōken, 2003), Torino, Einaudi, 2018 traduzione di Antonietta Pastore ISBN 978-88-06-23342-6.
- Le donne del signor Nakano (Furudōgu nakano shōten, 2005), Torino, Einaudi, 2014 traduzione di Antonietta Pastore ISBN 978-88-06-19882-4.
- Manazuru (2006)
- Kazahana  (2008)
- Pasutamashīn no yūrei (2010)
- Suisei (2014)
- Ōkina tori ni sarawarenai yō (2016)

## Adattamenti

### Manga
- Gli anni dolci (Sensei no kaban) di Jirō Taniguchi (2008) dall'omonimo romanzo

### Cinema
- Nishino Yukihiko no Koi to Bōken, regia di Nami Iguchi (2014) dall'omonimo romanzo

## Premi e riconoscimenti
- Premio Akutagawa: 1996 vincitrice con Hebi wo fumu
- Premio Tanizaki: 2001 vincitrice con La cartella del professore
- Man Asian Literary Prize: 2012 finalista con La cartella del professore[9]
- Premio Yomiuri-bungaku: 2014 vincitrice con Suisei
- Izumi Kyōka Prize for Literature: 2016 vincitrice con Ōkina tori ni sarawarenai yō